# Bergfliegen
Bergfliegen ist Gleitsegeln mit einem Gleitsegel nach Fuß- oder Skistart vom Berg. Es ist eine wesentlich in den 1970er und Anfang der 1980er Jahre betriebene, überwiegend als Spielart des Fallschirmsports aufgefasste Luftsportart. Wegen der sehr geringen Gleitleistung der Fallschirme von ca. 1:3 erfolgten Starts meist in sehr steilem Gelände. Der Flug war meist auf ein schnelles Hinabfliegen ins Tal begrenzt. Heute erfolgt das Gleitsegeln praktisch ausschließlich mit dem Gleitschirm als Gleitschirmfliegen.
Zum Teil wird der Begriff Bergfliegen heute auch verwendet, um den „Normalbetrieb“ eines Gleitschirms ohne Motor vom Betrieb des Schirms als Teil eines Motorschirms abzugrenzen oder um die Startart „Bergstart“ gegenüber dem alternativen Windenstart hervorzuheben.
Aufgrund der eingesetzten Schirmtypen und der Berg-/Hangnähe könnte man Speed Flying und Speed Riding in gewisser Weise als Wiederaufleben des Bergfliegens verstehen.